# Stade Francisco-Stédile
Le stade Francisco-Stédile (en portugais : Estádio Francisco Stédile), également connu sous le nom de Stade centenaire (en portugais : Estádio Centenário), est un stade de football brésilien situé dans la ville de Caxias do Sul, dans l'État du Rio Grande do Sul.
Le stade, doté de 22 132 places et inauguré en 1976, sert d'enceinte à domicile à l'équipe de football de la Sociedade Esportiva e Recreativa Caxias do Sul.

## Histoire
Le stade porte le nom de Francisco Stédile, président du SER Caxias do Sul durant la construction du stade en 1976. Le surnom du stade (stade centenaire), tient son nom quant à lui du 100e anniversaire de la colonisation italienne du Rio Grande do Sul.
Le stade (nécessaire pour que le club puisse disputer la Série A 1976), construit en six mois, est bâti sur le lieu de l'ancien stade de la ville, le Stade Baixada Rubra.
Le match d'inauguration a lieu le 12 septembre 1976 lors d'une victoire 2-1 des locaux du SER Caxias do Sul sur l'Internacional (le premier but au stade étant inscrit par Osmar, joueur de Caxias).
Le record d'affluence au stade est de 25 128 spectateurs, lors d'un match nul 1-1 entre Caxias et Guaratinguetá le 16 août 2009.